# Барац, Абрам
Абрам Барац (14 сентября 1895, Бырново, Сорокский уезд, Бессарабская губерния — 28 июля 1975, Исси-ле-Мулино, Франция) — французский скульптор и шахматист. Трёхкратный чемпион Парижа (1925, 1926 и 1928), победитель международных турниров в Йере (1926), Гастингсе (1927—1928) и Бухаресте (1930).

## Биография
Родился 14 сентября 1895 года в Бырново, Сорокского уезда, в семье хотинского купца Герша (Гершко) Дувидовича Бараца (1860—?). В 1920-х годах учился скульптуре в парижской школе изящных искусств, одновременно с начала 1920-х годов участвовал в шахматных турнирах во Франции, Великобритании и Румынии. До конца жизни жил в Париже.
Первого серьёзного успеха добился в 1924 году, заняв второе место на турнире в Париже, где уступил Евгению Зноско-Боровскому. В следующем году на первом чемпионате Парижа разделил первое место с Виталием Гальберштадтом; побеждал также на третьем (1927) и четвёртом (1928) чемпионатах Парижа. Занял третье место на парижском чемпионате 1925 года, разделил 2-4 места там же в 1929 году.
В 1926 году выиграл турнир в Йере (Hyères) в Провансе, победив Давида Яновского (см. партию здесь), в 1927 году взял четвёртое место там же. Разделил первое-второе место с Жоржем Колтановским на рождественском турнире в Гастингсe 1927—1928 года (6-е место в 1930—1931 году) и с Векслером на международном турнире в Бухаресте в 1930 году.
Выступал за Румынию в международных шахматных олимпиадах в Гамбурге (1930) и Праге (1931) .
Прочие результаты: пятое место на турнире 1926 года в Скарсборо (Северный Йоркшир); 2-3 место (с Росселли де Турко) на турнире 1932 года в Ницце; 3-4 место (с Андором Лилиенталем) в 1933 году в Париже; 3-e место в 1938 году и 4-е место в 1939 году в Париже.
Участвовал в экспозициях парижского Salon d’Automne (1926—1928).
Был дружен с Александром Алехиным и написал книгу воспоминаний о нём (Testament d’Alekhine, 1972). В 1956 году выполнил надгробный памятник Алехину на кладбище Монпарнас в Париже. Надгробную композицию составляли гранитное основание с горизонтально расположенной шахматной доской, гранитная стела с надписью, увенчанная мраморным горельефом гроссмейстера. Памятник был разрушен, не выдержав резких порывов ветра в декабре 1999 года и частично восстановлен (без украденного горельефа) в 2003 году. Новый, на этот раз бронзовый, горельеф в соответствии с исходным макетом Бараца было предложено сделать скульптору Дмитрию Каминкеру, который, в свою очередь, создал собственный проект памятника (до настоящего времени не реализован).

## Галерея работ А. Бараца
- Портрет А. Алехина Архивная копия от 5 октября 2010 на Wayback Machine
- Горельеф А. Алехина (деталь надгробного памятника, 1956) Архивная копия от 24 марта 2007 на Wayback Machine
- Абрам Барац на чемпионате Парижа (1929) Архивная копия от 2 октября 2011 на Wayback Machine